# Harki

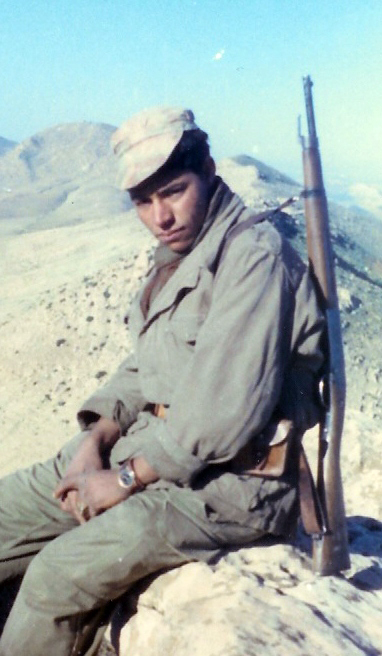
Un giovane Harki. Algeria francese, 1961 circa.

Harki (aggettivo di harka, in arabo standard haraka حركة, "banda", "movimento", per esempio un gruppo di volontari) è un termine generico indicante un musulmano algerino lealista che ha servito come ausiliario dell'esercito francese nella guerra d'Algeria tra il 1954 ed il 1962. Il termine spesso era esteso a tutti  gli algerini che durante la guerra supportavano la presenza francese nel paese.
In Francia, il termine è usato per designare i membri della comunità dei franco-musulmani rimpatriati (Franco-musulmans rapatriés), che vivono nel paese sin dal 1962, ed in generale i loro discendenti di seconda generazione. In questo senso, il termine Harki è usato per distinguere tale specifico gruppo etnoculturale dai francesi di origine algerina o dagli immigrati algerini.
Nel 2012, gli Harkis ed i loro discendenti erano circa 800.000 in Francia.
Il Presidente Jacques Chirac nel 2001 stabilì il 25 settembre 2001 come il Giorno della Riconoscenza Nazionale per gli Harkis. Il 14 aprile 2012 il Presidente Nicolas Sarkozy riconobbe infine la responsabilità storica della Francia nell'abbandono degli Harkis veterani ai tempi della guerra.

## Periodo coloniale
I musulmani algerini servirono in gran numero come soldati regolari nell'Armée d'Afrique francese fin dal 1830, come spahis (cavalleggeri) e come tirailleurs (cacciatori). Giocarono un'importante parte durante la guerra franco-prussiana del 1870 e soprattutto durante la prima guerra mondiale, quando 100.000 Harkis persero la vita combattendo contro i tedeschi.
Durante la seconda guerra mondiale, dopo la riorganizzazione delle forze della Francia libera in Nordafrica nel 1942-1943 da parte degli Alleati, le truppe nordafricane, con 233.000 uomini, costituivano più della metà degli effettivi del ricostituito esercito francese. Il contributo maggiore lo offrirono durante la liberazione del sud della Francia, con il Corps expéditionnaire français en Italie e nelle campagne in Germania del 1944-1945.
I tirailleurs provenienti da Algeria, Marocco ed Africa occidentale combatterono in Indocina come parte del corpo di spedizione francese, fino alla caduta di Dien Bien Phu nel 1954.

## La guerra d'Algeria

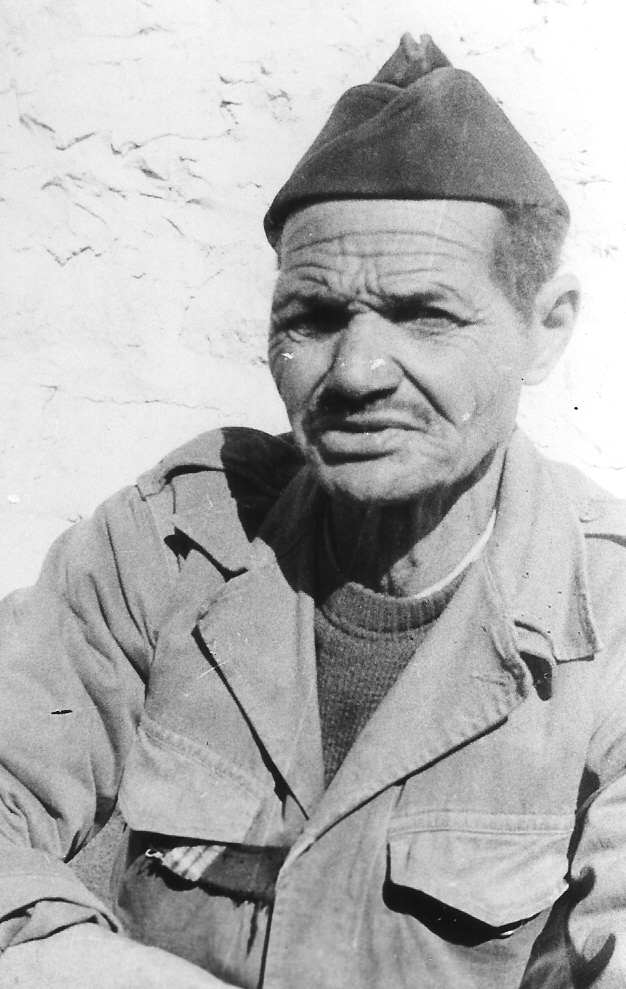
Un Harki veterano della seconda guerra mondiale. Algeria francese, 1961 circa.

Con lo scoppio della guerra d'Algeria nel 1954, la lealtà dei soldati musulmani algerini nei confronti della Francia venne inevitabilmente messa a dura prova. Alcune unità regolari furono trasferite dall'Algeria alla Francia o in Germania, a seguito dell'aumento delle diserzioni o di piccoli ammutinamenti.
A parziale rimpiazzo, l'amministrazione francese reclutò gli Harkis come una milizia irregolare, basata nei propri villaggi o città sparsi per l'Algeria. Inizialmente create come unità di autodifesa delle comunità locali, gli Harkis, a partire dal 1956, affiancarono sempre di più le truppe francesi sul campo. Essi erano armati alla leggera (spesso solo con fucili a canna liscia) ma la conoscenza del territorio e delle condizioni locali li rendeva preziosi ausiliari delle unità regolari francesi.
Secondo il generale R. Hure, nel 1960 erano circa 150.000 i musulmani algerini alle dipendenze dell'Armée de terre: oltre ai volontari ed ai coscritti in servizio nelle unità regolari, questo numero comprende 95.000 Harkis (compresi 20.000 mokhazni, poliziotti coloniali, e 15.000 guide dei commando de chasse).
Le autorità francesi dichiaravano che erano più i musulmani algerini in servizio nell'Armée che quelli che combattevano con il Fronte di Liberazione Nazionale (FLN). Secondo i dati dell'US Army, forse compilati in tempi diversi, gli Harkis erano circa 180.000, più del totale degli effettivi del FLN. Uno studio del generale Faivre del 1994 indicava che nel 1961, vi erano 210.000 musulmani algerini effettivi o ausiliari dell'esercito francese ed un massimo di 50.000 aggregati al FLN. Un rapporto delle Nazioni Unite datato 13 marzo 1962 stimava in 263.000 il totale dei musulmani "pro-Francia": 20.000 regolari, 40.000 coscritti, 78.000 Harkis e Moghaznis, 15.000 commando e 60.000 civili dei gruppi di autodifesa; i restanti 50.000 includevano gli ufficiali governativi musulmani ed i veterani di guerra.
I francesi impiegarono gli Harkis come unità di guerriglia, più che come reparti di guerra convenzionale. Generalmente erano inseriti sia in unità totalmente algerine, comandate da ufficiali francesi, che in unità miste. Altri erano inquadrati in plotoni o unità più piccole, aggregate a battaglioni francesi. Un terzo campo di impiego che coinvolgeva gli Harkis era quello dell'intelligence, come in alcune operazioni false flag documentate.
Le motivazioni che spingevano queste truppe a lavorare con i francesi erano diverse. Il FLN colpiva sia i collaborazionisti che i gruppi nazionalisti rivali ed alcuni algerini si arruolavano come Harkis per vendicare la morte di congiunti oppositori politici del FLN. Altri erano disertori delle forze del FLN, convinti per vari motivi a cambiare bandiera. Molti Harkis provenivano da famiglie o altri gruppi tradizionalmente legati alla Francia. Altri sostenevano l'unione dell'Algeria alla Francia contro l'indipendenza.
Dal punto di vista dei nazionalisti, tutti gli Harkis erano traditori. Ma entrambi i firmatari del cessate il fuoco (Accordi di Évian) del marzo 1962 garantirono che nessuno, Harkis o Pieds-noirs, avrebbe subito rappresaglie dopo l'indipendenza per fatti compiuti durante la guerra.

## Dopo la guerra
Inizialmente, nel 1962, il governo di Charles de Gaulle ordinò alle autorità coloniali ed agli ufficiali delle forze armate di impedire agli Harkis di seguire i Pieds-noirs e di cercare rifugio sul territorio metropolitano francese. Alcuni ufficiali dell'esercito disobbedirono e cercarono di aiutare gli Harkis ai propri ordini e le loro famiglie a scappare dall'Algeria.
D'altra parte, il gruppo terroristico di estrema destra OAS iniziò una campagna di attentati dinamitardi in Algeria, a seguito degli accordi di Évian; inoltre tentavano di impedire ai Pieds-noirs di lasciare il paese nordafricano. Circa 91.000 Harkis, familiari compresi, trovarono rifugio in Francia.
Come temuto, vi furono diffuse rappresaglie contro gli Harkis rimasti nel paese. Si stima che almeno 30.000 e forse 150.000 Harkis siano stati uccisi dal FLN o linciati dalla folla, talvolta in circostanze estremamente crudeli. Al contrario, i soldati regolari musulmano-algerini, cui era stata offerta la possibilità di continuare a servire nell'Armée, furono solo occasionalmente oggetto di violenze. Alcuni leader della nuova Repubblica algerina erano veterani dell'esercito francese, in quanto prima dell'indipendenza il servizio militare rappresentava una delle poche strade di avanzamento sociale per la maggioranza musulmana all'interno della società coloniale.
Il governo francese, impegnato nel disimpegno dall'Algeria e dal rimpatrio dei Pieds-noirs, trascurò o minimizzò le notizie di massacri degli Harkis. De Gaulle sembrava indifferente alla difficile situazione dei musulmani lealisti rispondendo ad un loro portavoce, secondo il biografo Alistair Horne, Eh bien! vous souffrirez ("Beh, allora soffrirete"). Il 19 marzo 1962 il Ministro di Stato Louis Joxe ordinò che cessassero i tentativi da parte degli ufficiali di trasferire gli Harkis e le loro famiglie in Francia, cui fece seguito la decisione che "gli ausiliari sbarcati sul territorio metropolitano in contrasto con il piano generale saranno rimandati in Algeria".
Il governo non aveva piani per la questione degli Harkis dopo l'indipendenza e, per alcuni anni, non riconobbe loro il diritto di vivere in Francia come residenti e cittadini. Gli Harkis venivano tenuti in campi "temporanei" circondati da filo spinato ed il "chantiers de forestage", comunità di 30 famiglie Harkis ai margini delle foreste che gli uomini manutenevano. Il governo in seguito adottò varie misure di aiuto per questa comunità (come la legge Romani del 1994 e la legge Mekachera del 2005); tuttavia, secondo la comunità Harki, queste leggi fecero troppo poco e troppo tardi.
Recentemente, il governo di Jacques Chirac ha riconosciuto questi ex alleati, istituendo cerimonie pubbliche per commemorare i loro sacrifici, come la Giornata della Riconoscenza Nazionale per gli Harkis del 25 settembre 2001. Centinaia di associazioni Harki lavorano in Francia per ottenere ulteriori riconoscimenti e per aiutare l'integrazione nella società; gli Harki sono ancora per la maggior parte dei casi una minoranza di rifugiati non integrati. Da parte sua, il governo algerino non riconosce gli Harkis come cittadini francesi e non permette loro di rientrare nel paese per visitare i loro luoghi di nascita o i congiunti rimasti in Algeria.
Gli Harkis sono spesso considerati in Francia come "Francesi per il sangue versato".
Dall'indipendenza dell'Algeria, Harki è stato usato nel paese come termine denigratorio. Tra alcuni membri della comunità franco-algerina, essi sono stati paragonati ai collaborazionisti francesi durante l'occupazione nazista. Lo storico algerino Mohammed Harbi, un ex membro del FLN, ritiene questo paragone tra Harkis e traditori non pertinente; egli ritiene che i combattenti durante la guerra d'Algeria e coloro che si opposero alla resistenza non possono essere considerati collaborazionisti.
Nel settembre 2021, Emmanuel Macron, presidente della Francia "chiede perdono" agli harkis e annuncia una legge di "riconoscimento e riparazione".

## Altri riferimenti
Durante la guerra civile algerina che ha insanguinato il paese tra il 1991 ed il 2002, i ribelli fondamentalisti islamici usavano la parola Harkis in senso dispregiativo per indicare poliziotti e soldati governativi.
Nel 2006, il politico francese Georges Frêche causò una controversia dopo aver apostrofato come "subumani" un gruppo di Harkis di Montpellier. Egli dichiarò poi che si era riferito ad uno specifico individuo nella folla, ma finì per pagare 15.000 euro di penale e venne espulso dal Partito socialista francese.
Gli Harkis non vanno confusi con gli Évolués, termine riferito a quei gruppi di soggetti, presenti in tutte le colonie, che divennero strettamente identificati con i francesi e la loro cultura attraverso l'educazione, il servizio governativo, la lingua e così via.
Per contro, gli Harkis sono culturalmente algerini, parlano poco il francese e sono per lo più indistinguibili dalla maggioranza degli algerini, eccetto che per la loro storia da ausiliari delle unità francesi. Mentre la maggior parte degli Évolués migrarono in Francia durante la rivoluzione o dopo l'indipendenza, alcuni rimasero in Algeria dopo il 1962, occupando posti di rilievo nella vita politica e sociale del nuovo stato, come l'ex presidente Ferhat Abbas.